# Standard Sumgayit
Standard Sumgayit este un club de fotbal din Sumqayit, Azerbaijan.

## Lotul actual de jucători (2009-2010)
Din 14 august, 2009.
| Nr. |                   | Poziție | Jucător                |
| --- | ----------------- | ------- | ---------------------- |
| 1   | Azerbaidjan       | P       | Amil Aghajanov         |
| 2   | Georgia           | F       | Davit Chichveishvili   |
| 3   | Lituania          | F       | Edvinas Lukoshevichius |
| 4   | Georgia           | F       | Levan Silagadze        |
| 5   | Republica Moldova | M       | Dan Pisseleu d'Heilly  |
| 7   | Azerbaidjan       | M       | Rajab Farajzada        |
| 8   | Azerbaidjan       | M       | Arif Dashdamirov       |
| 9   | Brazilia          | A       | Rodrigo Silva          |
| 10  | Brazilia          | M       | Osmar Sigueyra         |
| 11  | Azerbaidjan       | M       | Agil Mammadov          |
| 12  | Azerbaidjan       | P       | Huseyn Mahammadov      |

| Nr. |             | Poziție | Jucător            |
| --- | ----------- | ------- | ------------------ |
| 14  | Azerbaidjan | M       | Zeynal Zeynalov    |
| 15  | Rusia       | F       | Tural Mammadov     |
| 17  | Georgia     | F       | Alan Kusov         |
| 18  | Azerbaidjan | M       | Ruslan Amirdzhanov |
| 25  | Azerbaidjan | M       | Samir Zargarov     |
| 28  | Azerbaidjan | M       | Vasif Aliyev       |
| 30  | Capul Verde | M       | Eduardo Fernández  |
| 50  | Uruguay     | M       | Richard Riquelme   |
| 77  | Azerbaidjan | F       | Ramin Guliev       |
| 86  | Azerbaidjan | A       | Farid Guliev       |
| 99  | Brazilia    | A       | Silva Rodrigo      |

## Jucători notabili
- Anatoli Doros